# Haseldorf
Haseldorf ist eine Gemeinde im Kreis Pinneberg im Süden von Schleswig-Holstein. Haseldorf hat keine weiteren Ortsteile.

## Geografie
Haseldorf liegt etwa 12 Kilometer südwestlich von Elmshorn und 10 Kilometer westlich von Pinneberg an der Elbe. Die Gemeinde liegt in der Haseldorfer Marsch, deren Hauptort sie ist.
Haseldorf grenzt an die Gemeinden Hetlingen, Haselau und Heist. Zusammen mit diesen Nachbargemeinden und mit den Gemeinden Moorrege, Neuendeich, Groß Nordende, Heidgraben, Appen und Holm bildet Haseldorf seit dem 1. Januar 2017 das neue Amt Geest und Marsch Südholstein. Nächstgelegene Bahnstrecke ist die Bahnstrecke Tornesch–Uetersen; die nächstgelegenen Bahnhöfe mit SPNV-Anbindung sind Tornesch an der Bahnstrecke Hamburg-Altona–Kiel und Wedel (Holst) an der Bahnstrecke Hamburg-Altona–Wedel.

## Geschichte
Die erste urkundliche Erwähnung erfolgte 1190. Im 12. Jahrhundert wurde hier eine Burg von den Rittern von Haseldorf errichtet, die 1258 zerstört und 1317 wieder errichtet wurde.
1494 erhielt der Ritter Hans von Ahlefeldt von König Johann I. die Vogtei Haseldorf im Tausch gegen andere Gebiete, dazu gehörte die Haseldorfer Marsch, die fünf zugehörigen Kirchspiele sowie das Gut Gelting samt den dazugehörigen Dörfern und einigem Streubesitz. Die endgültige Zerstörung der Burg Haseldorf erfolgte 1627 durch die Truppen Wallensteins. Gelting, wo die noch erhaltenen Seitenflügel des Herrenhauses von den Ahlefeldts errichtet wurden, musste 1712 versteigert werden, Haseldorf blieb bis 1731 im Besitz der Familie von Ahlefeldt.
1731 erwarb die Familie von Schilden das Anwesen. 1896 fiel das Gut Haseldorf (zusammen mit Haselau und Hetlingen sowie Palsgaard/Dänemark) an den Prinzen Emil von Schoenaich-Carolath-Schilden (1852–1908) als Sohn der Emilie von Oppen-Schilden. An Stelle der Burg wurde 1804 das Herrenhaus Haseldorf erbaut, das neben der im 13. Jahrhundert erbauten Kirche St. Gabriel heute das bedeutendste Gebäude der Gemeinde ist.
Das im flachen Marschland gelegene Haseldorf wurde vielfach von Sturmfluten heimgesucht. Zur südwestlich von Haseldorf fließenden Unterelbe, die durch die Gezeiten beeinflusst ist, ist es durch Deiche geschützt.
Seit 1988 ist der „Rinderstall“ von Udo Prinz von Schoenaich-Carolath-Schilden Austragungsort des Schleswig-Holstein Musikfestivals.

## Politik

### Gemeindevertretung
Bei der Kommunalwahl am 14. Mai 2023 wurden insgesamt 13 Sitze vergeben. Von diesen erhielt die Freie Wählergemeinschaft „Bürger für Haseldorf“ sechs Sitze, die CDU erhielt fünf Sitze und die SPD erhielt zwei Sitze.

### Wappen
Blasonierung: „Fünfmal sparrenförmig geteilt von Rot und Silber, auf den silbernen Sparren belegt mit elf 6 : 4 : 1 gestellten, mit der Spitze dem Sparrenscheitelpunkt zugewendeten blauen Eisenhütlein.“

## Wirtschaft
Heute ist Haseldorf noch immer landwirtschaftlich geprägt, gewinnt aber auch an Bedeutung als Wohnort von Pendlern.

## Kultur und Sehenswürdigkeiten
- Das Elbmarschenhaus in Haseldorf ist der Sitz des NABU Elbmarschen, des LLUR und des TIM (Tourismus in der Marsch). In der dortigen Ausstellung kann man sich über den einzigartigen Lebensraum Ästuar informieren.
- Haseldorfer Graureiherkolonie, ein Artenschutzgebiet in Haseldorf. Sie ist die größte und eine der bedeutendsten Brutkolonien des Graureihers in Schleswig-Holstein.
- Westlich der Holmau liegt das Gemeindegebiet im Naturschutzgebiet Haseldorfer Binnenelbe mit Elbvorland,[5] Dieses ist im Gemeindegebiet deckungsgleich mit einem Teil des europäischen NATURA 2000-Schutzgebietes FFH-Gebiet Schleswig-Holsteinisches Elbästuar und angrenzende Flächen.[6]
- Östlich der Holmau liegt der Rest des Gemeindegebietes in den beiden Landschaftsschutzgebieten Pinneberger Elbmarschen und LSG des Kreises Pinneberg.[7]
- Westlich der Landesstraße 261 liegt das Gemeindegebiet im EU-Vogelschutzgebiet Unterelbe bis Wedel.[8]

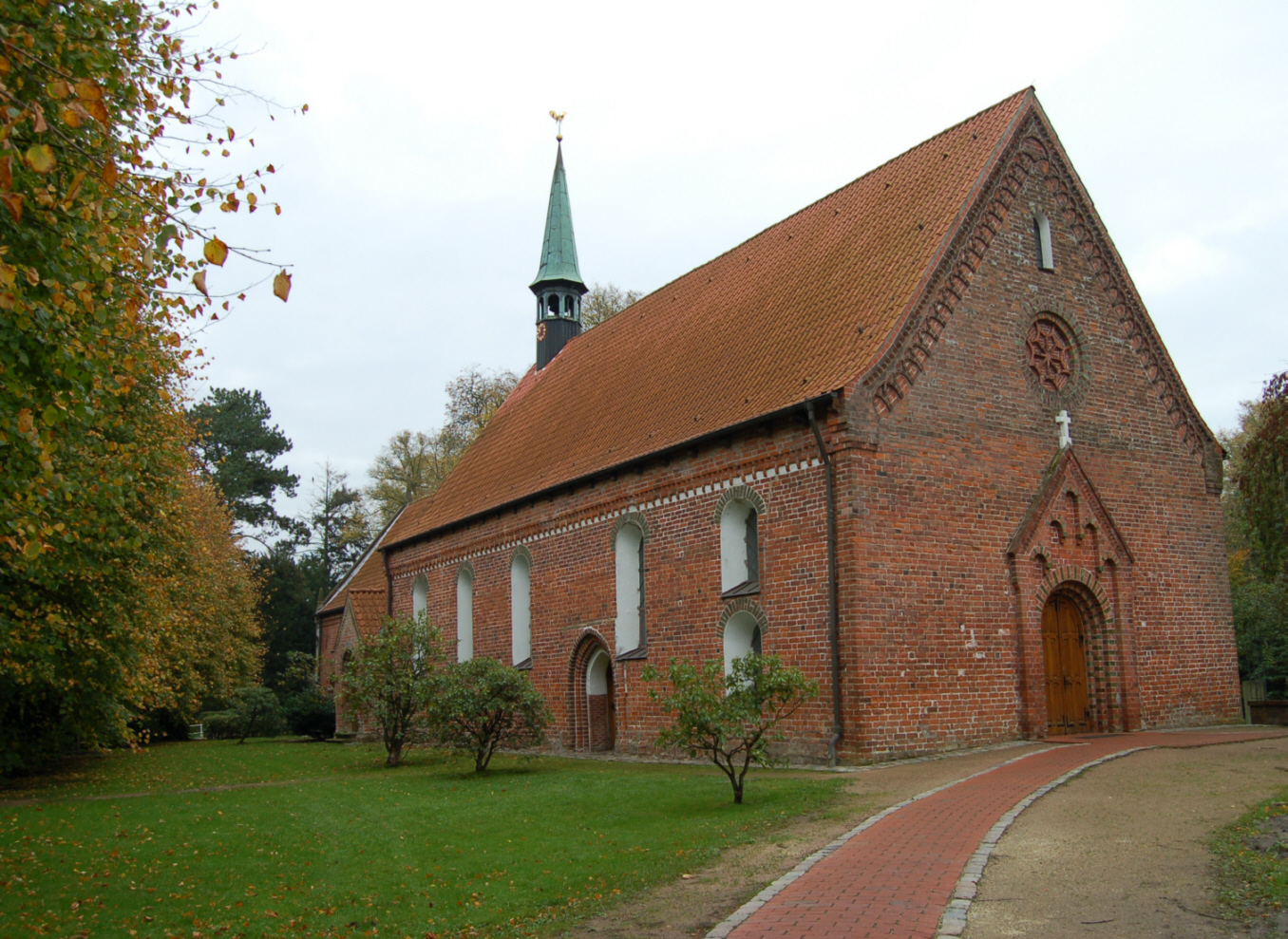
Haseldorfer Kirche St. Gabriel
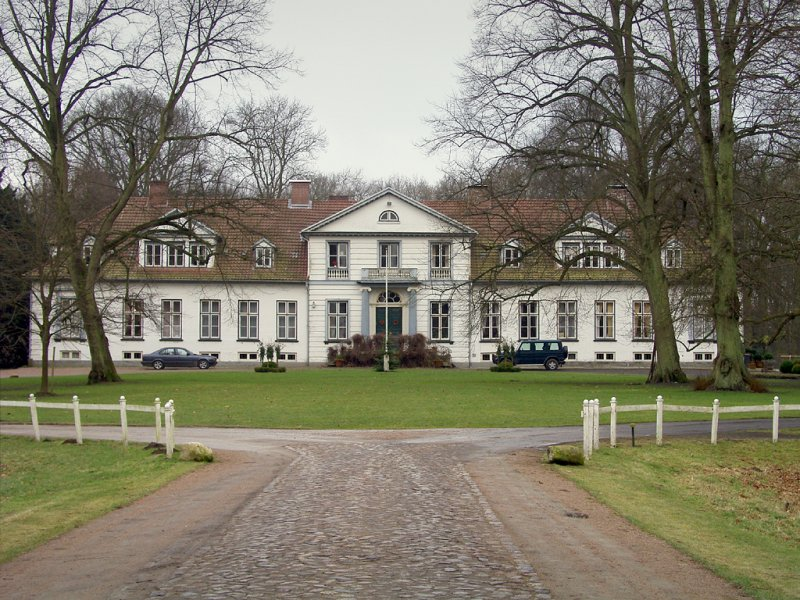
Herrenhaus Haseldorf
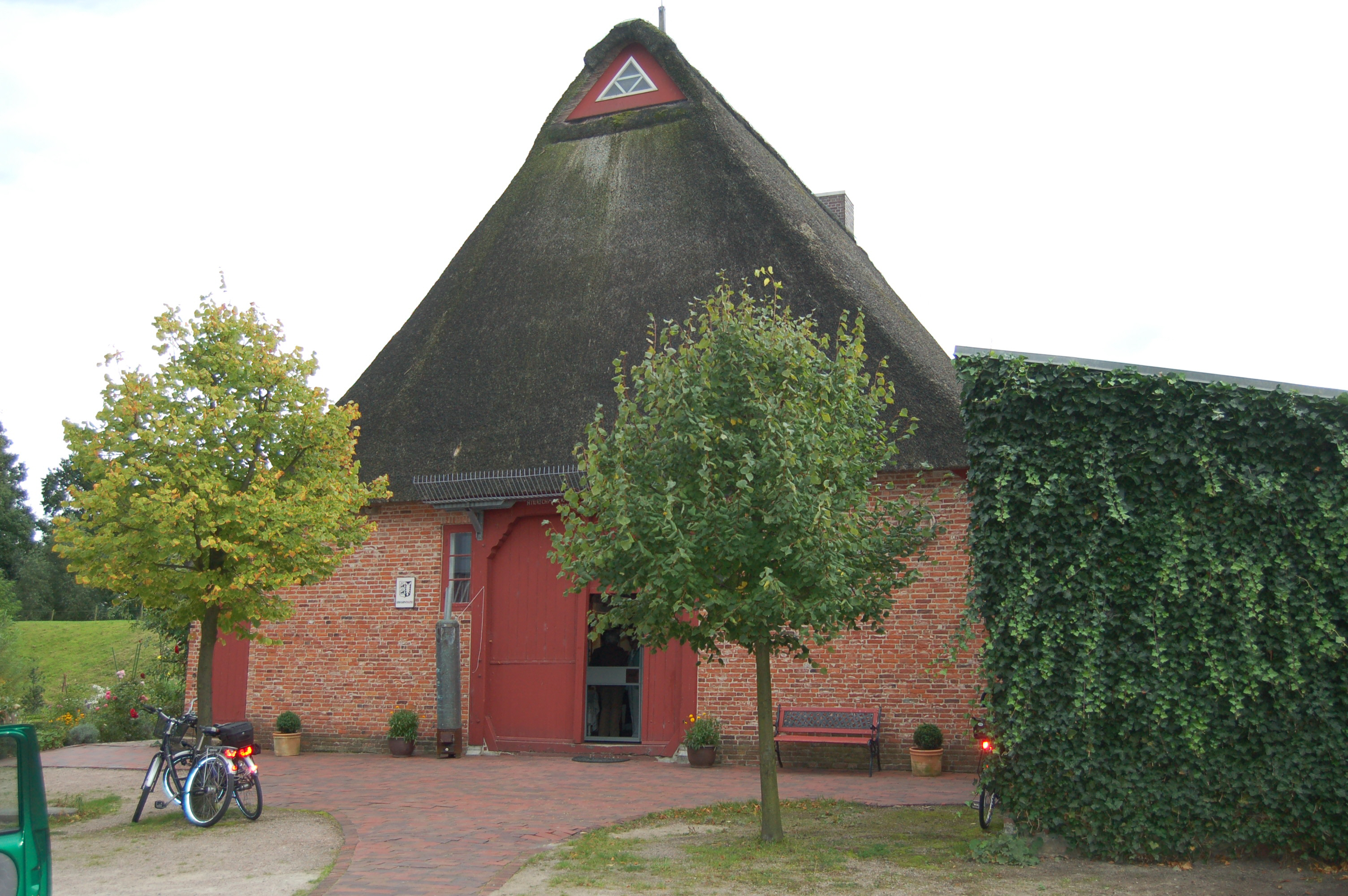
Bandreißerkate Haseldorf
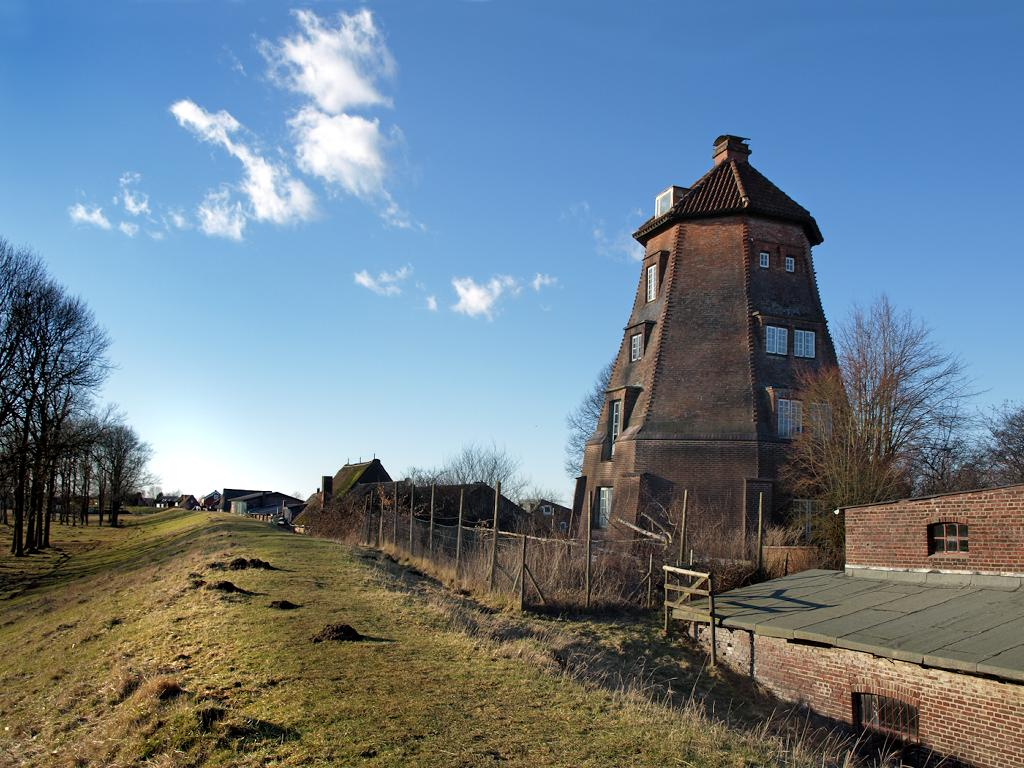
Alter Deich mit Stumpf der Deichmühle - 2019 abgerissen